# Rana Sanga

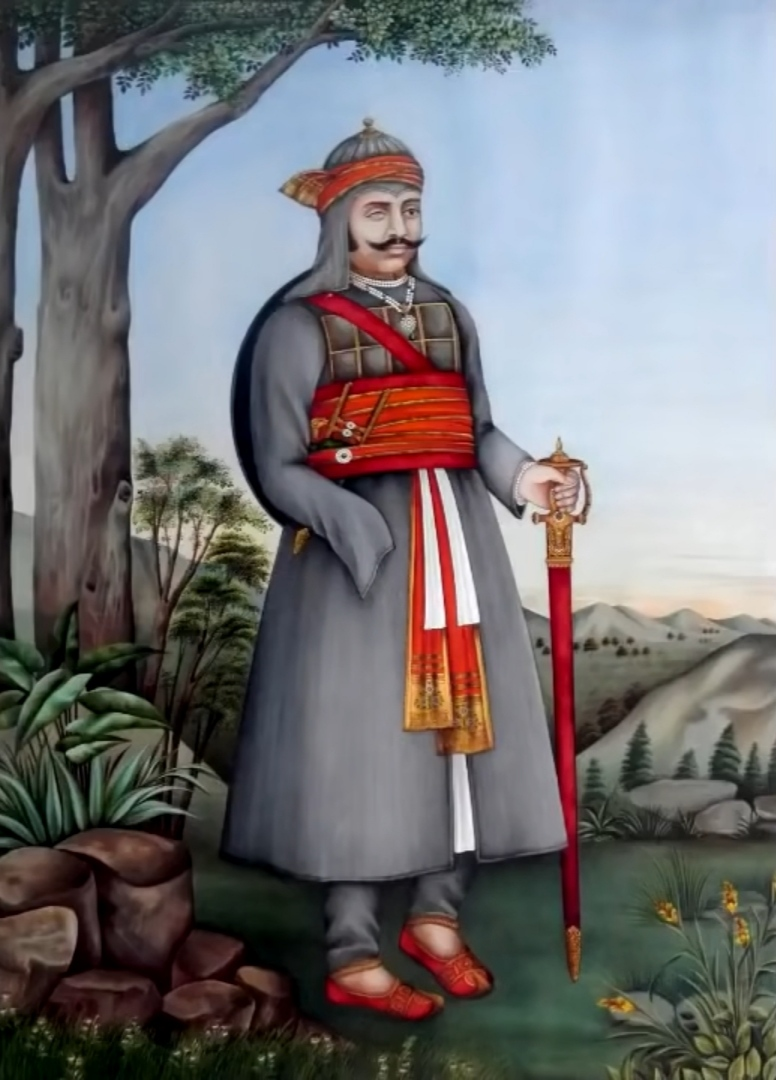
Rana Sanga

Maharana Sangram Singh of kortaf Rana Sanga (Chittor, 12 april 1484 - Baswa, 17 maart 1527) was maharana (koning) van Mewar van 1509 tot 1527. Hij werd in de slag bij Khanwa verslagen door Mogolkeizer Babur.
Rana Sanga volgde zijn vader Rana Raimal in 1509 op als vorst van Mewar. Net als zijn voorgangers beschouwde Rana Sanga het sultanaat Delhi als vijand. Hij was een van de Rajputheersers die de Afghaanse veldheer Babur uitnodigden India binnen te vallen om een einde te maken aan de macht van Delhi. Babur beloofde Rana Sanga dominie over Dholpur, Biana en Kalpi als hij hem steun verleende in de strijd. Nadat Babur de sultan van Delhi, Ibrahim Lodi, in de slag bij Panipat (1526) verpletterend had verslagen, kwam hij erachter dat de beloofde steun uit Mewar niet aan zijn verwachting had voldaan. Hij weigerde daarom de maharana de beloofde steden over te dragen.
Rana Sanga zag het uitblijven van de overdracht als verraad. Hij sloot daarop een bondgenootschap met Raja Hasan Khan Mewattpati, de islamitische Rajputheerser van Mewat. Deze had enkele zonen van Ibrahim Lodi na de val van Delhi asiel verleend. Het gezamenlijke leger van de Rajputs telde volgens de overlevering meer dan 100.000 man, een grote numerieke overmacht op Baburs Mogols. Onderhandelingen liepen spaak omdat de zelfverzekerde Rana Sanga al het gebied rond Agra opeiste. Babur was echter een veel betere veldheer. Hij trok zijn troepen terug tot in de omgeving van Agra en wachtte de aanval van de Rajputs geduldig af. De Mogols maakten gebruik van een combinatie van kanonnen en snelle cavalerie-eenheden, voor de Rajputs onbekende tactieken. In de slag bij Khanwa (17 maart 1527) werden de Rajputs, ondanks hun overmacht, verpletterend verslagen. 
Maharana Rana Sanga stierf enkele dagen na de slag. Hij werd opgevolgd als maharana van Mewar door Ratan Singh.